# Євро-3
Євро-3 — екологічний стандарт, що регулює вміст шкідливих речовин в вихлопних газах транспортних засобів з дизельними і бензиновими двигунами. Був введений в Євросоюзі в 1999 році і замінений стандартом Євро-4 в 2005 році. 
Модифікація конструкції автомобіля, що задовольняє вимогам Євро-2, під стандарт Євро-3 зазвичай призводить до зміни системи випуску і системи управління двигуном. При цьому зазвичай знижується потужність двигуна автомобіля, тому для компенсації цього зниження як правило розробляють додаткові доробки, що підвищують потужність, такі як збільшення ступеня стиску. 
| На малюнку показані обмеження які накладаються різними версіями стандарту Євро-х на дизельні автомобілі |  | На малюнку показані обмеження які накладаються різними версіями стандарту Євро-х на бензинові автомобілі. До введення стандарту Євро-5 викиди сажі не враховувалися |
| На малюнку показані обмеження які накладаються різними версіями стандарту Євро-х на дизельні автомобілі |  | На малюнку показані обмеження які накладаються різними версіями стандарту Євро-х на бензинові автомобілі. До введення стандарту Євро-5 викиди сажі не враховувалися |